# Osek b'mitzvah patur min hamitzvah
Nell'Ebraismo il concetto Osek B'Mitzvah Patur Min Hamitzvah (in ebraico עוסק במצוה פטור מן המצוה‎?, lett. "[chi è] impegnato in un comandamento è esente da un [altro] comandamento") a volte esenta la persona dall'osservare un obbligo religioso mentre impegnato in un'altra osservanza religiosa (mitzvah).

## Fonti
Il Talmud cita il Deuteronomio,
"...בְּשִׁבְתְּךָ בְּבֵיתֶךָ וּבְלֶכְתְּךָ בַדֶּרֶךְ..."
"... quando sarai seduto in casa tua, quando camminerai per la tua via..."
e ne deduce col riferimento alla tua via che i comandamenti non sono obbligatori quando si è già impegnati in occupazioni celesti.

## Estensioni della regola
Il Talmud si avvale di un concetto simile in riferimento a coloro che non sono ancora attivamente impegnati in una mitzvah (comandamento), ma anche a coloro che sono impegnati a prepararsi per una mitzvah, con il commento che i שלוחי מצוה ( shluchei mitzvah, lett. "messaggeri di un precetto ") sono parimenti esenti dall'esecuzione di altri obblighi religiosi, come ad esempio presenziare ad una sukkah.
La raccolta di responsa intitolata Pnei Yehoshua afferma che tali esenzioni sono valide solo per i comandamenti positivi, affermando che colui che è completamente impegnato in un precetto positivo (come per es. seppellire i morti o studiare la Torah) certamente non è in grado di violare i precetti negativi (come per es. commettere adulterio o consumare cibo non kosher).